# Aplidium coniferum
Aplidium coniferum är en sjöpungsart som beskrevs av Kott 1963. Aplidium coniferum ingår i släktet Aplidium och familjen klumpsjöpungar. Inga underarter finns listade i Catalogue of Life.